# Ctenomorpha gargantua
Espèce
Statut de conservation UICN

 NT  : Quasi menacé
Ctenomorpha gargantua ou  Phasme gargantuesque est une espèce de phasmes, endémique de l'Australie, décrite pour la première fois en 2006. Un spécimen femelle recueilli en 2014 mesurait 50 centimètres de long, et a été surnommé Lady Gagantuan par son découvreur Maik Fiedel. L'insecte se trouvait sans doute à la fin de son cycle de vie qui dure de 9 à 12 mois. Il a pondu en captivité 12 œufs qui ont été mis en incubation au Museum Victoria de Melbourne. Ces œufs ont engendré une nouvelle génération de Ctenomorpha gargantua en captivité au muséum de Melbourne: en janvier 2016, l'un des rejetons de Lady gagantuan avait atteint la longueur de 56,5 cm, à 2 mm du record mondial de longueur pour un insecte (détenu par un specimen de Phobaeticus chani originaire de Bornéo et détenu par le musée d'histoire naturelle de Londres). Ce rejeton de Lady Gagantuan venait de pondre à son tour. D'après Maik Fiedel, l'espèce pourrait en fait être relativement commune dans son habitat naturel, les forêts tropicales du nord du Queensland, mais très rarement observée car restant en général à plusieurs dizaines de mètres au dessus du sol dans la canopée, loin des observateurs éventuels. La découverts du spécimen recueilli en 2014 à moins de trois mètres de hauteur dans une végétation de bush serait ainsi le fruit d'un heureux hasard.